# シーク・コンゴ
シーク・コンゴ（Cheick Kongo、1975年5月17日 - ）は、フランスの男性総合格闘家、キックボクサー。パリ出身。コンゴ・スマッシン・クラブ所属。シェイク・コンゴとも表記される。
長い手足のリーチを活かしたアウトボクシングで相手を伺いカウンターを狙う戦い方を得意としている。元ラグビー選手のフュルジャンス・ウエドゥラオゴは従兄弟。

## 来歴
コンゴ民主共和国（旧ザイール）人の父と、ブルキナファソ人の母との間にパリで産まれた。
5歳で空手、剣道を始め、その後ムエタイやグレコローマンスタイルレスリングを学ぶようになった。
2005年3月19日、一撃でグラウベ・フェイトーザと対戦し、判定負けを喫した。

### UFC
2006年7月8日、UFC初参戦となったUFC 61でギルバート・アルダナと対戦し、TKO勝ち。2007年4月21日、UFC 70でアスエリオ・シウバに2-0の判定勝ち。続く9月8日のUFC 75ではミルコ・クロコップと対戦。長いリーチを生かして攻撃をヒットさせ、3-0の判定勝ちを収めた。
2008年3月1日、UFC 82でヒース・ヒーリングと対戦し、1-2の判定負け。8月9日、UFC 87でダン・エバンセンと対戦し、パウンドによるTKO勝ち。
2009年4月18日、UFC 97でアントニー・ハードンクにパウンドでTKO勝ちを収め、3連勝となった。
2009年6月13日、UFC 99でケイン・ヴェラスケスと対戦。打撃で何度かダウンを奪うがグラウンドでコントロールされ0-3の判定負け。
2009年12月12日、UFC 107でフランク・ミアと対戦し、ギロチンチョークで一本負けを喫した。
2010年3月21日、UFC on Versus: Vera vs. Jonesでポール・ブエンテロと対戦し、グラウンドの肘打ちによりタップアウト勝ちを収めた。
2010年10月16日、UFC 120でトラヴィス・ブラウンと対戦。やや優勢に試合を進めていたが、3Rにコンゴがブラウンのショーツを掴んだという反則によりコンゴが減点1を受けたことで、0-0の判定ドローとなった。
2011年6月26日、UFC Live: Kongo vs. Barryでパット・バリーと対戦。序盤に右ダウンを奪われるも、その直後に右アッパーで逆転のKO勝ち。ノックアウト・オブ・ザ・ナイトを受賞した。
2011年10月29日、UFC 137でマット・ミトリオンと対戦。1・2Rは手堅くポイントを取り、3Rは打撃で積極的に攻めて3-0の判定勝ち。
2012年2月26日、UFC 144でマーク・ハントと対戦し、右フック連打で1R TKO負け。
2012年7月21日、UFC 149でショーン・ジョーダンと対戦し、3-0の判定勝ち。
2013年4月27日、UFC 159でヘビー級ランキング6位のロイ・ネルソンと対戦し、右フックからのパウンドでKO負け。
2013年5月4日、契約のもつれからUFCを離脱。

### Bellator
2013年8月28日、チームメイトのクイントン・"ランペイジ"・ジャクソンと同時にBellatorへ移籍。
2013年10月4日、Bellator初参戦となったBellator 102のヘビー級トーナメント1回戦でマーク・ゴッドビアーと対戦し、膝蹴りとパンチの連打でTKO勝ち。11月8日、Bellator 107のヘビー級トーナメント決勝でピーター・グラハムと対戦し、3-0の判定勝ちを収め優勝を果たした。
2014年4月4日、Bellator 115の世界ヘビー級タイトルマッチで王者ヴィタリー・ミナコフに挑戦し、0-3の判定負け。王座獲得に失敗した。
2015年2月27日、Bellator 134でキング・モーと対戦し、1-2の判定負け。
2015年6月26日、Bellator 139でアレキサンダー・ヴォルコフと対戦し、3-0の判定勝ち。
2018年5月12日、Bellator 199でハビー・アヤラと対戦し、1Rにカウンターの左ストレートでKO勝ち。
2018年10月13日、Bellator 208でティモシー・ジョンソンと対戦し、右ストレートでダウンを奪いパウンドで1RKO勝ち。
2019年2月16日、Bellator 216でヴィタリー・ミナコフと再戦し、3-0の判定勝ち。リベンジに成功し、ミナコフにキャリア初黒星を付けた。
2019年9月7日、Bellator 226のBellator世界ヘビー級タイトルマッチで王者ライアン・ベイダーに挑戦するも、ベイダーの故意でないサミングにより、コンゴが試合を続行することができなくなりノーコンテストとなった。
2020年10月11日、Bellator 248でティモシー・ジョンソンと再戦し、1-2の判定負け。リベンジを許した。
2022年5月6日、Bellator 280のBellator世界ヘビー級タイトルマッチで王者ライアン・ベイダーに挑戦し、0-3の5R判定負け。王座獲得に失敗した。

## 人物・エピソード
- PRIDEでは当時活躍していたヴァンダレイ・シウバ、アンデウソン・シウバのトレーニングパートナーを務めていた。
- チームメイトであるクイントン・ジャクソンと行動を共にしており、ライアン・ベイダーのサミングにより試合が続行出来なくなった際には場外からジャクソンがオクタゴン内に乱入した他、コンゴがBELLATOR JAPANにてエメリヤーエンコ・ヒョードルと対戦するジャクソンをサポートする為に共に来日した。

## 戦績

### 総合格闘技
| 総合格闘技 戦績 | 総合格闘技 戦績 | 総合格闘技 戦績 | 総合格闘技 戦績 | 総合格闘技 戦績 | 総合格闘技 戦績 | 総合格闘技 戦績 |
| --------------- | --------------- | --------------- | --------------- | --------------- | --------------- | --------------- |
| 45 試合         | (T)KO           | 一本            | 判定            | その他          | 引き分け        | 無効試合        |
| 31 勝           | 14              | 5               | 12              | 0               | 2               | 1               |
| 12 敗           | 3               | 1               | 8               | 0               | 2               | 1               |

| 勝敗 | 対戦相手                     | 試合結果                                 | 大会名                                                                 | 開催年月日     |
| ×    | ライアン・ベイダー           | 5分5R終了 判定0-3                        | Bellator 280: Bader vs. Kongo 2 【Bellator世界ヘビー級タイトルマッチ】 | 2022年5月6日   |
| ○    | セルゲイ・ハリトーノフ       | 2R 4:59 リアネイキドチョーク             | Bellator 265: Kongo vs. Kharitonov                                     | 2021年8月20日  |
| ×    | ティモシー・ジョンソン       | 5分3R終了 判定1-2                        | Bellator 248                                                           | 2020年10月11日 |
| －   | ライアン・ベイダー           | 1R 3:52 ノーコンテスト（サミング）       | Bellator 226: Bader vs. Kongoll 【Bellator世界ヘビー級タイトルマッチ】 | 2019年9月7日   |
| ○    | ヴィタリー・ミナコフ         | 5分3R終了 判定3-0                        | Bellator 216                                                           | 2019年2月16日  |
| ○    | ティモシー・ジョンソン       | 1R 1:08 KO（右ストレート→パウンド）      | Bellator 208                                                           | 2018年10月13日 |
| ○    | ハビー・アヤラ               | 1R 1:29 KO（パンチ連打）                 | Bellator 199                                                           | 2018年5月12日  |
| ○    | アウグスト・サカイ           | 5分3R終了 判定2-1                        | Bellator 179: Daley vs. MacDonald                                      | 2017年5月19日  |
| ○    | オリ・トンプソン             | 5分3R終了 判定3-0                        | Bellator 172: Thomson vs. Pitbull                                      | 2017年2月18日  |
| ○    | トニー・ジョンソン           | 5分3R終了 判定2-0                        | Bellator 161: Kongo vs. Johnson                                        | 2016年9月16日  |
| ○    | ヴィニシウス・ケイロス       | 5分3R終了 判定2-1                        | Bellator 150: Kongo vs. Queiroz                                        | 2016年2月26日  |
| ○    | アレキサンダー・ヴォルコフ   | 5分3R終了 判定3-0                        | Bellator 139: Kongo vs. Volkov                                         | 2015年6月26日  |
| ×    | キング・モー                 | 5分3R終了 判定1-2                        | Bellator 134: The British Invasion                                     | 2015年2月27日  |
| ○    | ラバー・ジョンソン           | 1R 3:27 リアネイキドチョーク             | Bellator 123                                                           | 2014年9月5日   |
| ○    | エリック・スミス             | 2R 4:35 TKO（スタンドの打撃）            | Bellator 120                                                           | 2014年5月17日  |
| ×    | ヴィタリー・ミナコフ         | 5分5R終了 判定0-3                        | Bellator 115 【Bellator世界ヘビー級タイトルマッチ】                    | 2014年4月4日   |
| ○    | ピーター・グラハム           | 5分3R終了 判定3-0                        | Bellator 107 【ヘビー級トーナメント 決勝】                             | 2013年11月8日  |
| ○    | マーク・ゴッドビアー         | 2R 2:04 TKO（スタンドの打撃）            | Bellator 102 【ヘビー級トーナメント 1回戦】                            | 2013年10月4日  |
| ×    | ロイ・ネルソン               | 1R 2:03 KO（右フック→パウンド）          | UFC 159: Jones vs. Sonnen                                              | 2013年4月27日  |
| ○    | ショーン・ジョーダン         | 5分3R終了 判定3-0                        | UFC 149: Faber vs. Barao                                               | 2012年7月21日  |
| ×    | マーク・ハント               | 1R 2:11 TKO（スタンドパンチ連打）        | UFC 144: Edgar vs. Henderson                                           | 2012年2月26日  |
| ○    | マット・ミトリオン           | 5分3R終了 判定3-0                        | UFC 137: Penn vs. Diaz                                                 | 2011年10月29日 |
| ○    | パット・バリー               | 1R 2:39 KO（右アッパー）                 | UFC Live: Kongo vs. Barry                                              | 2011年6月26日  |
| △    | トラヴィス・ブラウン         | 5分3R終了 判定0-0                        | UFC 120: Bisping vs. Akiyama                                           | 2010年10月16日 |
| ○    | ポール・ブエンテロ           | 3R 1:16 ギブアップ（グラウンドの肘打ち） | UFC on Versus: Vera vs. Jones                                          | 2010年3月21日  |
| ×    | フランク・ミア               | 1R 1:12 ギロチンチョーク                 | UFC 107: Penn vs. Sanchez                                              | 2009年12月12日 |
| ×    | ケイン・ヴェラスケス         | 5分3R終了 判定0-3                        | UFC 99: The Comeback                                                   | 2009年6月13日  |
| ○    | アントニー・ハードンク       | 2R 2:29 TKO（パウンド）                  | UFC 97: Redemption                                                     | 2009年4月18日  |
| ○    | ムスタファ・アルターク       | 1R 4:37 TKO（パウンド）                  | UFC 92: The Ultimate 2008                                              | 2008年12月27日 |
| ○    | ダン・エバンセン             | 1R 4:55 TKO（パウンド）                  | UFC 87: Seek and Destroy                                               | 2008年8月9日   |
| ×    | ヒース・ヒーリング           | 5分3R終了 判定1-2                        | UFC 82: Pride of a Champion                                            | 2008年3月1日   |
| ○    | ミルコ・クロコップ           | 5分3R終了 判定3-0                        | UFC 75: Champion vs. Champion                                          | 2007年9月8日   |
| ○    | アスエリオ・シウバ           | 5分3R終了 判定2-0                        | UFC 70: Nations Collide                                                | 2007年4月21日  |
| ×    | カーメロ・マレロ             | 5分3R終了 判定1-2                        | UFC 64: Unstoppable                                                    | 2006年10月14日 |
| ○    | クリスチャン・ウェリッシュ   | 1R 2:51 KO（左膝蹴り）                   | UFC 62: Liddell vs. Sobral                                             | 2006年8月26日  |
| ○    | ギルバート・アルダナ         | 1R 4:13 TKO（ドクターストップ）          | UFC 61: Bitter Rivals                                                  | 2006年7月8日   |
| ○    | デイブ・ダルグリーシュ       | 2R TKO（パンチ連打）                     | Rings Holland: Men of Honor                                            | 2005年12月11日 |
| ○    | ガボール・ネメス             | 2R TKO（パンチ連打）                     | King of the Ring 【KOTR MMA 103kg級王座決定戦】                        | 2005年6月4日   |
| ×    | ギルバート・アイブル         | 2R 4:42 TKO（パンチ連打）                | IT'S SHOWTIME: Amsterdam Arena                                         | 2004年5月20日  |
| ○    | ヨープ・カステル             | 1R 4:31 KO（パンチ）                     | Rings Holland: World's Greatest                                        | 2004年4月4日   |
| ○    | デイブ・ベイダー             | 2分3R終了 判定3-0                        | Rings Holland: The Untouchables                                        | 2003年9月27日  |
| ○    | ハンス・ナイマン             | 2R 0:59 腕ひしぎ十字固め                 | IT'S SHOWTIME: Amsterdam Arena                                         | 2003年6月8日   |
| △    | マイケル・ナープ             | 5分2R終了 ドロー                         | IT'S SHOWTIME: As Usual                                                | 2002年9月29日  |
| ×    | ロドニー・ファベイラス       | 5分2R終了 判定0-3                        | Rings Holland: Saved by the Bell                                       | 2002年6月2日   |
| ○    | デイブ・フォン・デ・フェーン | 2R 1:25 TKO（パンチ連打）                | Rings Holland: Some Like It Hard                                       | 2001年12月2日  |
| ○    | アンドレ・テテ               | 1R 3:20 ヒールホールド                   | Rings Holland: No Guts, No Glory                                       | 2001年6月10日  |

### キックボクシング
| キックボクシング 戦績 | キックボクシング 戦績 | キックボクシング 戦績 | キックボクシング 戦績 | キックボクシング 戦績 | キックボクシング 戦績 | キックボクシング 戦績 |
| --------------------- | --------------------- | --------------------- | --------------------- | --------------------- | --------------------- | --------------------- |
| 23 試合               | (T)KO                 | 判定                  | その他                | 引き分け              | 無効試合              |                       |
| 21 勝                 | 12                    | 9                     | 0                     | 0                     | 0                     |                       |
| 2 敗                  | 1                     | 1                     | 0                     | 0                     | 0                     |                       |

| 勝敗 | 対戦相手                 | 試合結果       | 大会名             | 開催年月日    |
| ○    | マーティン・ロザルスキー | 3R TKO         | -                  | 2005年        |
| ×    | グラウベ・フェイトーザ   | 2分4R終了 判定 | 一撃 3.19 ICHIGEKI | 2005年3月19日 |

## 獲得タイトル
- KOTRムエタイ世界ヘビー級王座（2004年）
- KOTR MMA 103kg級王座（2005年）
- King of Colloseum 2005 優勝（2005年）
- Bellatorシーズン9 ヘビー級トーナメント 優勝（2013年）

## 表彰
- UFC ノックアウト・オブ・ザ・ナイト（1回）
- UFC ノックアウト・オブ・ザ・イヤー（2011年）